# Encephalartos natalensis
Encephalartos natalensis R.A.Dyer & I.Verd., 1951 è una pianta appartenente alla famiglia delle Zamiaceae, endemica del Sudafrica.

## Descrizione

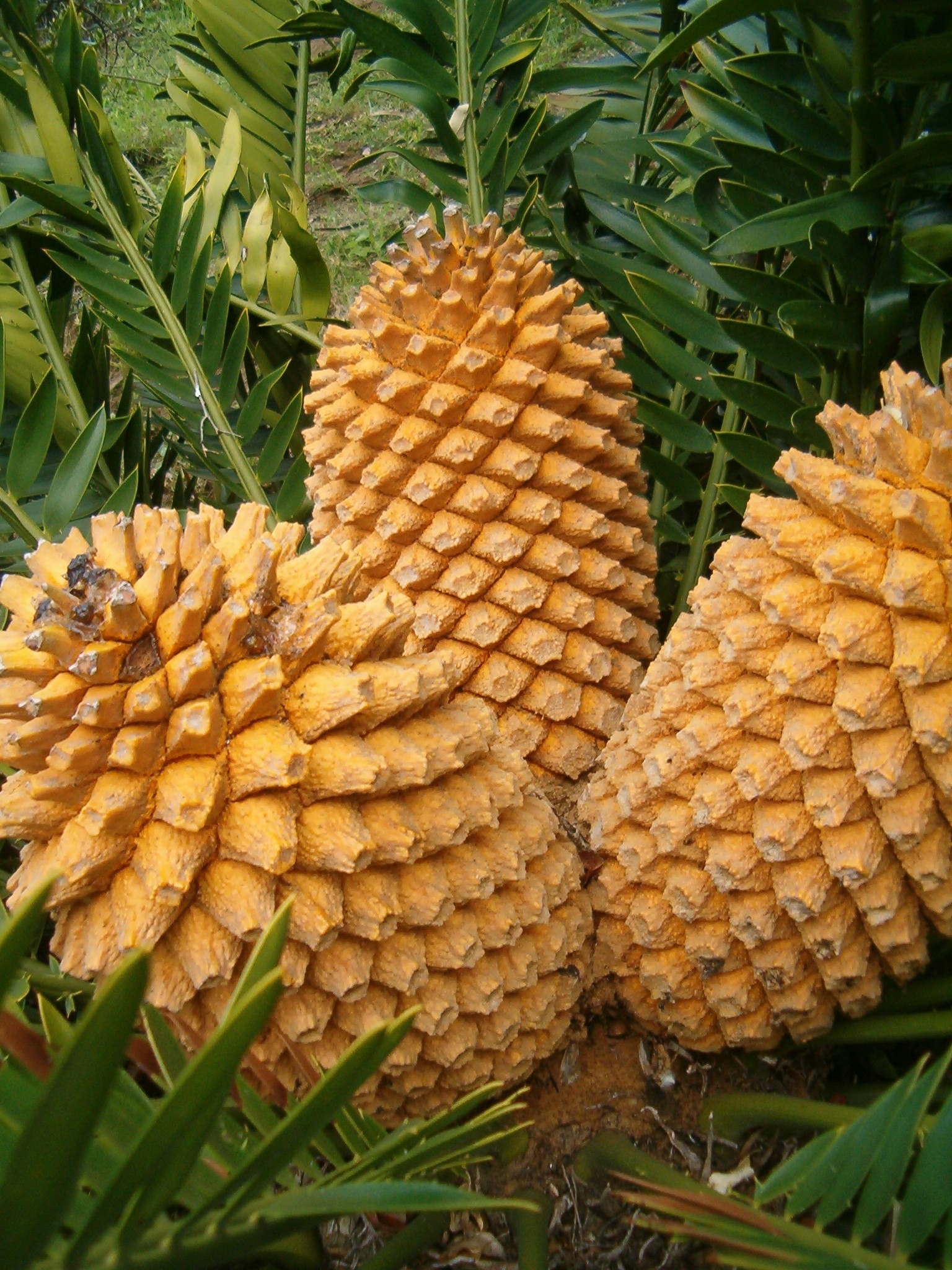
Coni femminili

È una cicade a portamento arborescente, con fusto eretto, alto sino a 3–4 m e con diametro di 30–40 cm, generalmente non ramificato; spesso fusti secondari si originano da polloni che sorgono alla base del fusto principale.
Le foglie, pennate, lunghe 130–320 cm, sono disposte a corona all'apice del fusto e sono rette da un picciolo spinoso, lungo 10–20 cm; sono composte da numerose paia di foglioline lanceolate, con margine intero, lunghe mediamente 16–23 cm, ridotte a spine verso la base del picciolo.
È una specie dioica con esemplari maschili che presentano 1-5 coni fusiformi, lunghi 45–50 cm e larghi 10–12 cm, peduncolati, di colore giallo pallido, ed esemplari femminili con 1-5 coni ovoidali, lunghi 50–60 cm e con diametro di 25–30 cm, di colore giallo oro.
I semi sono oblunghi, lunghi 30–35 mm, ricoperti da un tegumento da rosso arancio a rosso porpora.

## Distribuzione e habitat
La specie è endemica della parte settentrionale del Sudafrica, dalla provincia del Capo Orientale al KwaZulu-Natal.
Cresce su terreni rocciosi, da 200 a 1.200 m di altitudine.

## Tassonomia

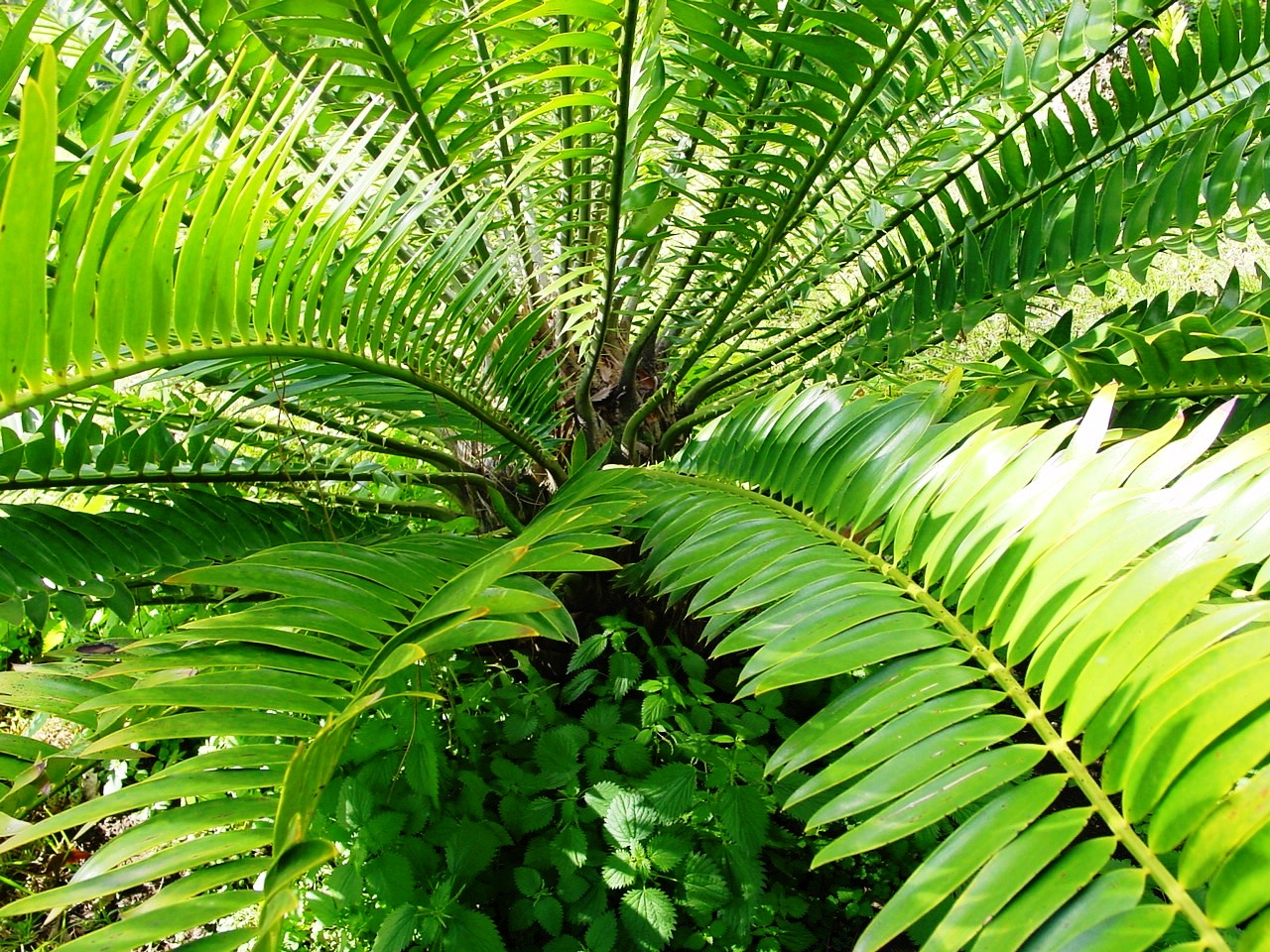
E. woodii × natalensis
Orto botanico di Palermo

In passato tutte le specie arborescenti di Encephalartos della provincia del KwaZulu-Natal venivano classificate come E. altensteinii. E. natalensis fu descritta come specie a sé stante nel 1951 dai botanici sudafricani Robert Allen Dyer e Inez Clare Verdoorn.
E. natalensis presenta notevoli affinità con E. woodii con il quale sono stati ottenuti degli ibridi (Encephalartos woodii × natalensis), non presenti in natura. Sempre in coltivazione sono noti anche ibridi con E. ferox.

## Conservazione
La IUCN Red List classifica E. natalensis come specie prossima alla minaccia (Near Threatened).

La specie è inserita nella Appendice I della Convention on International Trade of Endangered Species (CITES).